# Dicranopygium harlingii
Dicranopygium harlingii là một loài thực vật có hoa trong họ Cyclanthaceae. Loài này được G.J.Wilder miêu tả khoa học đầu tiên năm 1978.